# François Sterchele
François Sterchele (Luik, 14 maart 1982 - Vrasene, 8 mei 2008) was een Belgisch voetballer. Zijn laatste club was Club Brugge. Daarvoor kwam hij uit voor Kelmis, Oud-Heverlee Leuven, Sporting Charleroi en Germinal Beerschot. Sterchele had Italiaanse roots. Hij stierf op 26-jarige leeftijd als gevolg van een auto-ongeval.

## Biografie
Sterchele werd gevormd in de jeugdreeksen van Club Luik. Hij zette echter een stapje terug, om in de eerste ploeg van Kelmis te gaan spelen in Eerste Provinciale. Kelmis promoveerde in 2002.

### Van vierde klasse tot Rode Duivels
In het seizoen 2003-2004 werd hij voor Kelmis met 24 doelpunten topschutter in Vierde klasse. Daarop verhuisde hij naar derdeklasser Oud-Heverlee Leuven, waar hij met 21 doelpunten tweede eindigde in de topschutterstand. Dankzij 8 bijkomende doelpunten van Sterchele in de eindronde kon Oud-Heverlee Leuven promoveren naar Tweede klasse. Sporting Charleroi zag dit gebeuren en legde Sterchele vast. Na een seizoen vertrok hij er alweer en tekende de Waal een vierjarig contract bij Germinal Beerschot. Het seizoen 2006-2007 sloot hij af als topschutter van de eerste klasse, met 21 goals.
Zijn droom was om opgeroepen te worden bij de Rode Duivels, op 15 maart 2007 ging die in vervulling toen René Vandereycken hem opriep voor de wedstrijd tegen Portugal.

### Transfersoap juni-juli 2007
Na zijn seizoen was de interesse voor de speler van sommige clubs heel concreet. Hij werd gevolgd door ploegen als sc Heerenveen, RSC Anderlecht, Paris Saint-Germain, KRC Genk, VfL Wolfsburg, FC Groningen, Feyenoord en Standard Luik, FC Köln, Siena en een nog onbekende ploeg uit Moskou.
Anderlecht had een akkoord met Germinal Beerschot, maar kon niet tot een akkoord komen met de speler zelf. Dat laatste zorgde ervoor dat een van zijn zaakwaarnemers (Jacques Lichtenstein) niet langer voor Sterchele werkt. De interesse van Standard leek eveneens tot het verleden te horen. Ook sc Heerenveen leek plots geen optie meer te zijn, waardoor de bestuursleden van Germinal Beerschot hem nog drie dagen gaven om een transfer te regelen. Club Brugge werd plots een van de mogelijkheden en Standard meldde zich ook weer. GBA wees hun bod af.
Op donderdag 19 juli werd de knoop doorgehakt: Sterchele tekende voor 5 jaar bij Club Brugge. Daarmee was hij de zesde aanwinst van de toenmalige bekerwinnaar. Met de transfer was een bedrag van 3 miljoen euro gemoeid.

### Privéleven
Sterchele kocht een restaurant genaamd 'Pavé 23' om dit na zijn voetbalcarrière samen met zijn broer uit te baten. Eind 2007 kwam een einde aan zijn relatie met Rachel Licata. Begin mei 2008 raakte bekend dat Sterchele een relatie had met Joke van de Velde, maar enkele dagen erna liet hij het leven.

### Overlijden
Op donderdag 8 mei 2008 was Sterchele van Antwerpen op weg naar huis, toen hij rond 3 uur 's nachts de controle over het stuur verloor. Zijn Porsche Cayman S kwam op de A11 ter hoogte van Vrasene tegen een boom terecht. Hij was op slag dood. Sterchele zat alleen in zijn auto en reed volgens de verkeersdeskundige van het parket met een onaangepaste snelheid.

#### Eerbetoon
Op zaterdag 10 mei 2008 kreeg Sterchele van zijn ploegmaats en ruim 26.000 supporters een eerbetoon vóór, tijdens en na de laatste wedstrijd van het seizoen, thuis tegen Westerlo. Voor en na de match droegen de spelers van Club Brugge een levensgroot doek met de afbeelding van Sterchele. Aan het begin van de wedstrijd zongen alle supporters "You'll Never Walk Alone", in de 23ste minuut (het rugnummer van de spits was 23) scandeerde het hele stadion een minuut lang de naam van de overleden spits. Club Brugge won de wedstrijd tegen Westerlo met 4-0, het beste resultaat van het hele seizoen voor de club. Na de wedstrijd werd ook nog tot tweemaal toe een minuut complete stilte gehouden.
Ex-ploeg Sporting Charleroi en stadsgenoot Cercle Brugge legden tijdens hun wedstrijd elk bloemen neer op een truitje van Sterchele. De ploeg waar hij in 2007 topschutter werd, Germinal Beerschot, warmde op met een T-shirt met daarop zijn foto en het onderschrift "Voor altijd in ons hart". Voor de rest werd elke andere match van de laatste speeldag voorafgegaan door een minuut stilte of applaus.
Club Brugge zal het nummer 23, het rugnummer van François Sterchele, niet meer toewijzen aan een nieuwe speler.
In elke thuiswedstrijd van Club Brugge applaudisseren de supporters precies 1 minuut lang in de 23ste minuut van de wedstrijd.
Ter herdenking wordt jaarlijks op 23 juli de Coppa Sterchele georganiseerd door Germinal Beerschot, Stercheles voorlaatste club. Deze vriendschappelijke wedstrijd vindt plaats op het Kiel en de tegenstander is altijd een voormalige ploeg van Sterchele. De eerste editie, in 2008, werd gewonnen door bezoekende ploeg Club Brugge met 0-3. De tweede editie werd gewonnen door Germinal Beerschot met 2-1 tegen Club Brugge. De 3e editie werd weer tegen Club Brugge gespeeld, en de Bruggelingen wonnen met 0-2.
Bijna één jaar na zijn dood, op 7 mei, vond een korte plechtigheid plaats aan het Jan Breydelstadion. Op 8 mei, exact één jaar na de dood van François Sterchele, verzamelden duizend supporters van onder meer Club Brugge, Germinal Beerschot, Charleroi en supporters van andere ploegen aan het stadion om de Luikenaar te herdenken. Tijdens de wedstrijd Standard - Brugge, op 9 mei 2009, herdachten de supporters van Club Brugge en Standard de overleden spits.

#### Begrafenis
Op 13 mei 2008 werd Sterchele gecremeerd. 's Morgens werd zijn begrafenisplechtigheid bijgewoond door supporters en sympathisanten. De kist werd gedragen door zijn voormalige ploegmaats Gaëtan Englebert, Philippe Clement, Glenn Verbauwhede, Birger Maertens, Stijn Stijnen en Sven Vermant. In de namiddag vond een intieme plechtigheid plaats in het crematorium van Robermont, gevolgd door de crematie en de bijzetting van de urn op het kerkhof van Alleur.

## Statistieken
| seizoen | club                | land   | competitie         | wed. | goals |
| ------- | ------------------- | ------ | ------------------ | ---- | ----- |
| 2000/01 | RFC Luik (jeugd)    | België | Tweede klasse      | ?    | ?     |
| 2001/02 | Kelmis              | België | Eerste Provinciale | ?    | 11    |
| 2002/03 | Kelmis              | België | Vierde klasse      | 30   | 15    |
| 2003/04 | Kelmis              | België | Vierde klasse      | 29   | 23    |
| 2004/05 | Oud-Heverlee Leuven | België | Derde klasse       | 27   | 29    |
| 2005/06 | Sporting Charleroi  | België | Jupiler League     | 31   | 9     |
| 2006/07 | Germinal Beerschot  | België | Jupiler League     | 32   | 21    |
| 2007/08 | Club Brugge         | België | Jupiler League     | 31   | 11    |
| Totaal  |                     |        |                    | 180  | 119   |

### Lijst van interlands
| Nr° | Interland       | Datum           | Uitslag | Speelminuten                                | Goals | Assists | Geel | Rood |
| --- | --------------- | --------------- | ------- | ------------------------------------------- | ----- | ------- | ---- | ---- |
| 1   | Portugal-België | 28 maart 2007   | 4-0     | 26 (ingevallen in 64e minuut voor Hoefkens  | 0     | 0       | /    | /    |
| 2   | België-Portugal | 2 juni 2007     | 1-2     | 61 (na 61 minuten eraf voor De Mul)         | 0     | 0       | /    | /    |
| 3   | Finland-België  | 6 juni 2007     | 2-0     | 4 (ingevallen in 86e minuut voor É. Mpenza) | 0     | 0       | /    | /    |
| 4   | België-Finland  | 13 oktober 2007 | 0-0     | 6 (ingevallen in 84e minuut voor Mirallas)  | 0     | 0       | /    | /    |

## Erelijst
| Individueel             |    |         |
| Topscorer Eerste klasse | 1x | 2006/07 |